# Валкама, Рейно
Рейно Адольф Валкама (фин. Reino Valkama; 4 апреля 1906, Тампере, Великое княжество Финляндское, Российская империя — 9 августа 1962, Хельсинки, Финляндия) — финский актёр театра и кино, театральный режиссёр
, театральный деятель.

## Биография
Окончил школу бизнеса.
Дебютировал в Рабочем театре Йювяскюля. В 1930-х годах руководил театром в Миккели.
С 1939 года — на студии «Суоми-Фильм».
За свою карьеру снялся в 74 фильмах, одновременно работая в нескольких театрах, в том числе Радио-театре.
Амплуа — комедийный актёр.
Отец актрисы Ритвы Валкама.
Умер от сердечного приступа.

## Избранная фильмография
- 1939 — Hätävara
- 1939 — Avoveteen
- 1939 — Punahousut
- 1940 — Kyökin puolella
- 1940 — Poikani pääkonsuli
- 1941 — Viimeinen vieras
- 1941 — Morsian yllättää
- 1941 — Ryhmy ja Romppainen
- 1942 — Neljä naista
- 1942 — Kuollut mies rakastuu
- 1943 — Jees ja just
- 1943 — Tositarkoituksella
- 1944 — Kuollut mies vihastuu
- 1945 — Linnaisten vihreä kamari
- 1946 — Ловийса / Loviisa — Niskavuoren nuori emäntä — Матти Саароистен
- 1952 — Яблочные капли / Omena putoaa — Йаска Джонссон, рулевой
- 1953 — Белоснежка и семь парней / Lumikki ja 7 jätkää

## Награды
- Медаль «Pro Finlandia» (1957).